# Melanozosteria insularis
Melanozosteria insularis är en kackerlacksart som först beskrevs av Shaw 1925.  Melanozosteria insularis ingår i släktet Melanozosteria och familjen storkackerlackor. Inga underarter finns listade i Catalogue of Life.